# 三氟化铋
三氟化铋是铋元素和氟元素形成的一种无机化合物，它的化学式为BiF3。这是一种灰色粉末状固体，熔点为649°C。

## 制备
三氟化铋可由三氧化二铋与氟化氢反应来制备：
Bi2O3 + 6 HF → BiF3  + 3 H2O

## 结构
α-BiF3属于立方晶系结构（皮尔逊符号：cF16，空间群：Fm-3m, No. 225）。β-BiF3具有YF3型结构，其中铋原子采取了变形的9配位三冠三棱柱构型。这种结构一般被认为是离子型的，与同族其他元素的三氟化物不同。因为三氟化磷（PF3）、三氟化砷（AsF3）和三氟化锑（SbF3）中固态时都存在着MX3分子。